# Salto Barani
El barani es un movimiento acrobático que consiste en un salto mortal adelante de medio giro. El barani se utiliza, en la gimnasia, cuando se está en una cama elástica y en el patinaje agresivo. Por lo general, se enderezó, con la mitad de la media del tornillo hacia adelante voltereta. Este parece ser el movimiento en un Rondat sin manos.
En la gimnasia, el barani se describe como un redondeo sin manos o en su mayoría en la viga, una voltereta frontal con una media vuelta de tuerca.
El barani lleva el nombre del acróbata italiano de circo, Alfonso Baroni, quien realizó por primera vez este movimiento en 1881 y se desarrolló hasta sufrir pequeñas o nulas modificaciones y perdurar hasta la actualidad.